# Grand Prix de Voleibol de 1994
El Grand Prix de Voleibol de 1994 fue la 2ª edición del torneo femenino de voleibol organizado por la Federación Internacional FIVB. Fue disputado por doce países entre el 19 de agosto al 11 de septiembre. Su fase final fue realizada en Shanghái , China.

## Equipos participantes
Equipos que participaron de la edición 1994 del Grand Prix:
- Alemania
- Brasil
- Corea del Sur
- China
- China Taipéi
- Cuba
- Estados Unidos
- Italia
- Japón
- Países Bajos
- Perú
- Rusia

## Primera Ronda

### Grupo A (Seúl)
| Pos | Equipo         | PJ | PG | PP | SF | SC | PTS |
| --- | -------------- | -- | -- | -- | -- | -- | --- |
| 1   | Estados Unidos | 3  | 3  | 0  | 9  | 4  | 6   |
| 2   | Corea del Sur  | 3  | 2  | 1  | 8  | 4  | 5   |
| 3   | Italia         | 3  | 1  | 2  | 6  | 7  | 4   |
| 4   | Alemania       | 3  | 0  | 3  | 1  | 9  | 3   |

#### Resultados
| Fecha    | Encuentro                      | Resultado | Set | Set | Set | Set | Set | Puntuación total |
| Fecha    | Encuentro                      | Resultado | 1   | 2   | 3   | 4   | 5   | Puntuación total |
| -------- | ------------------------------ | --------- | --- | --- | --- | --- | --- | ---------------- |
| 19-08-94 | Estados Unidos - Italia        | 3-2       |     |     |     |     |     |                  |
| 19-08-94 | Corea del Sur - Alemania       | 3-0       |     |     |     |     |     |                  |
| 20-08-94 | Alemania - Estados Unidos      | 0-3       |     |     |     |     |     |                  |
| 20-08-94 | Italia - Corea del Sur         | 1-3       |     |     |     |     |     |                  |
| 21-08-94 | Estados Unidos - Corea del Sur | 3-2       |     |     |     |     |     |                  |
| 21-08-94 | Italia - Alemania              | 3-1       |     |     |     |     |     |                  |

### Grupo B (Taipéi)
| Pos | Equipo       | PJ | PG | PP | SF | SC | PTS |
| --- | ------------ | -- | -- | -- | -- | -- | --- |
| 1   | Cuba         | 3  | 3  | 0  | 9  | 2  | 6   |
| 2   | Japón        | 3  | 2  | 1  | 6  | 5  | 5   |
| 3   | Rusia        | 3  | 1  | 2  | 7  | 7  | 4   |
| 4   | China Taipéi | 3  | 0  | 3  | 1  | 9  | 3   |

#### Resultados
| Fecha    | Encuentro            | Resultado | Set | Set | Set | Set | Set | Puntuación total |
| Fecha    | Encuentro            | Resultado | 1   | 2   | 3   | 4   | 5   | Puntuación total |
| -------- | -------------------- | --------- | --- | --- | --- | --- | --- | ---------------- |
| 19-08-94 | Japón - Rusia        | 3-2       |     |     |     |     |     |                  |
| 19-08-94 | China Taipéi - Cuba  | 3-0       |     |     |     |     |     |                  |
| 20-08-94 | Cuba - Japón         | 3-0       |     |     |     |     |     |                  |
| 20-08-94 | China Taipéi - Rusia | 1-3       |     |     |     |     |     |                  |
| 21-08-94 | Cuba - Rusia         | 3-2       |     |     |     |     |     |                  |
| 21-08-94 | Japón - China Taipéi | 3-0       |     |     |     |     |     |                  |

### Grupo C (Jacarta)
| Pos | Equipo       | PJ | PG | PP | SF | SC | PTS |
| --- | ------------ | -- | -- | -- | -- | -- | --- |
| 1   | Perú         | 3  | 3  | 0  | 9  | 1  | 6   |
| 2   | China        | 3  | 2  | 1  | 7  | 3  | 5   |
| 3   | Países Bajos | 3  | 1  | 2  | 3  | 6  | 4   |
| 4   | Brasil       | 3  | 0  | 3  | 0  | 9  | 3   |

#### Resultados
| Fecha    | Encuentro             | Resultado | Set | Set | Set | Set | Set | Puntuación total |
| Fecha    | Encuentro             | Resultado | 1   | 2   | 3   | 4   | 5   | Puntuación total |
| -------- | --------------------- | --------- | --- | --- | --- | --- | --- | ---------------- |
| 19-08-94 | Brasil - Países Bajos | 3-0       |     |     |     |     |     |                  |
| 19-08-94 | China - Perú          | 0-3       |     |     |     |     |     |                  |
| 20-08-94 | Perú - Brasil         | 3-0       |     |     |     |     |     |                  |
| 20-08-94 | Países Bajos - China  | 0-3       |     |     |     |     |     |                  |
| 21-08-94 | Países Bajos - Perú   | 0-3       |     |     |     |     |     |                  |
| 21-08-94 | Brasil - China        | 3-1       |     |     |     |     |     |                  |

## Segunda Ronda

### Grupo D (Bangkok)
| Pos | Equipo | PJ | PG | PP | SF | SC | PTS |
| --- | ------ | -- | -- | -- | -- | -- | --- |
| 1   | Japón  |    |    |    |    |    |     |
| 2   | Rusia  |    |    |    |    |    |     |
| 3   | Brasil |    |    |    |    |    |     |
| 4   | Italia |    |    |    |    |    |     |

#### Resultados
| Fecha    | Encuentro | Resultado | Set | Set | Set | Set | Set | Puntuación total |
| Fecha    | Encuentro | Resultado | 1   | 2   | 3   | 4   | 5   | Puntuación total |
| -------- | --------- | --------- | --- | --- | --- | --- | --- | ---------------- |
| 26-08-94 |           |           |     |     |     |     |     |                  |
| 26-08-94 |           |           |     |     |     |     |     |                  |
| 27-08-94 |           |           |     |     |     |     |     |                  |
| 27-08-94 |           |           |     |     |     |     |     |                  |
| 28-08-94 |           |           |     |     |     |     |     |                  |
| 28-08-94 |           |           |     |     |     |     |     |                  |

### Grupo E (Tokio)
| Pos | Equipo       | PJ | PG | PP | SF | SC | PTS |
| --- | ------------ | -- | -- | -- | -- | -- | --- |
| 1   | Cuba         |    |    |    |    |    |     |
| 2   | China        |    |    |    |    |    |     |
| 3   | Alemania     |    |    |    |    |    |     |
| 4   | China Taipéi |    |    |    |    |    |     |

#### Resultados
| Fecha    | Encuentro | Resultado | Set | Set | Set | Set | Set | Puntuación total |
| Fecha    | Encuentro | Resultado | 1   | 2   | 3   | 4   | 5   | Puntuación total |
| -------- | --------- | --------- | --- | --- | --- | --- | --- | ---------------- |
| 26-08-94 |           |           |     |     |     |     |     |                  |
| 26-08-94 |           |           |     |     |     |     |     |                  |
| 27-08-94 |           |           |     |     |     |     |     |                  |
| 27-08-94 |           |           |     |     |     |     |     |                  |
| 28-08-94 |           |           |     |     |     |     |     |                  |
| 28-08-94 |           |           |     |     |     |     |     |                  |

### Grupo F (Macao)
| Pos | Equipo         | PJ | PG | PP | SF | SC | PTS |
| --- | -------------- | -- | -- | -- | -- | -- | --- |
| 1   | Corea del Sur  |    |    |    |    |    |     |
| 2   | Estados Unidos |    |    |    |    |    |     |
| 3   | Perú           |    |    |    |    |    |     |
| 4   | Países Bajos   |    |    |    |    |    |     |

#### Resultados
| Fecha    | Encuentro | Resultado | Set | Set | Set | Set | Set | Puntuación total |
| Fecha    | Encuentro | Resultado | 1   | 2   | 3   | 4   | 5   | Puntuación total |
| -------- | --------- | --------- | --- | --- | --- | --- | --- | ---------------- |
| 26-08-94 |           |           |     |     |     |     |     |                  |
| 26-08-94 |           |           |     |     |     |     |     |                  |
| 27-08-94 |           |           |     |     |     |     |     |                  |
| 27-08-94 |           |           |     |     |     |     |     |                  |
| 28-08-94 |           |           |     |     |     |     |     |                  |
| 28-08-94 |           |           |     |     |     |     |     |                  |

- Datos: Q2030560